# Savez udruga Klubtura
Clubture (mreža Clubture) / Savez udruga Klubtura je neprofitna, inkluzivna, participativna mreža koja okuplja protagoniste nezavisne kulture iz Hrvatske te radi na njenom osnaživanju. Osnovana je 2002. godine u Zagrebu s ciljem jačanja suradnje među organizacijama nezavisne kulture na području Republike Hrvatske kroz razmjenu kulturno-umjetničkih sadržaja i programa, a s ciljem distribucije kulturnih sadržaja u različitije dijelove zemlje. Savez je formalno registriran 16. srpnja 2002. godine.
Savez broji preko 50 aktivnih članica, a neke od njih su: Art radionica Lazareti, Bacači sjenki, Kontejner, Mi2-MaMa, QueerANarchive, Queer Sport Split, Skribonauti, Udruga za promicanje kultura Kulturtreger, Udruženje za razvoj kulture ''URK'' itd. Savez udruga Klubtura sudjeluje u nacionalnim, regionalnim i međunarodnim projektima, inicijativama i mrežama. Osmišljavanje regionalnih programa započelo je 2004. godine s ciljem programskog povezivanja nezavisnih kulturnih organizacija.

## Povijest
Mreža Clubture osnovana je 2002. godine u Zagrebu na inicijativu Multimedijalnog instituta te zagrebačkih klubova Močvara, Attack i KSET. Ime Clubture dolazi od prvotne ideje o razmjeni programa klubova, no u mrežu se od početka uključuju i druge organizacije koje se bave kulturom i mladima. Organizacije osnivačice Saveza su: Art radionica Lazareti iz Dubrovnika, Autonomni kulturni centar Attack iz Zagreba, Blok - Lokalna baza za osvježavanje kulture iz Zagreba, Udruga studenata arhitekture EASA iz Zagreba, Eksperimentalna slobodna scena - EKS scena iz Zagreba, GRADDONJI iz Osijeka, Metamedij iz Pule, Monteparadiso iz Pule, Multimedijalni institut iz Zagreba, Multimedija iz Osijeka, Pokret urbanog življenja iz Slavonskog Broda, Kulturno-umjetnička udruga Romb iz Splita, Spirit iz Rijeke, Što, kako i za koga (WHW) iz Zagreba, Udruženje za razvoj kulture "URK" iz Zagreba te Udruženje zdravo društvo iz Zagreba.

## Programi i projekti
Program koji mreža Clubture kontinuirano provodi od 2002. godine je Clubture-HR: Programska razmjena i suradnja kroz koji organizacije s područja nezavisne kulture, umjetničke organizacije i neformalne inicijative provode partnerske projekte u kojima realiziraju kulturno-umjetnička događanja iz različitih područja suvremene kulture diljem Hrvatske. Do 2022. godine kroz program je realizirano više od 260 projekata s preko 1500 kulturnih i umjetničkih događanja u više od 100 gradova i mjesta u Hrvatskoj. Jedna od specifičnosti programa je način donošenja odluke o tome koji će se projekti realizirati u pojedinom ciklusu programa o čemu zajednički odlučuju svi predlagatelji projekata i članice mreže Clubture.
Neki projekti koje je započela mreža Clubture s vremenom su prerasli u projekte samostalnih organizacija. Portal kulturpunkt.hr za praćenje suvremene nezavisne kulture koji je Klubtura pokrenula 2005. godine danas je centralni projekt organizacije Kurziv - platforme za pitanja kulture, medija i društva.  

### Godišnji programi
Program Clubture Forum pokrenut je 2008. godine te predstavlja godišnje okupljanje organizacija članica mreže Clubture i drugih zainteresiranih organizacija koje djeluju u nezavisnoj kulturi. Forum je višednevno događanje koje se sastoji od niza radionica, javne tribine, otvorenog razgovora i sl. na kojima se tematiziraju: uvjeti rada organizacija nezavisne kulture, problematika prostornih resursa, nezavisna kultura unutar kulturnih politika i sl. U umjetničkom dijelu programa Foruma nastoji se predstaviti recentna umjetnička produkcija grada u kojem se Forum odvija. 1. Clubture Forum održan je u Rijeci u periodu od 5. do 8. lipnja 2008. godine dok je 14. Clubture Forum održan u Osijeku u periodu od 24. do 26. rujna 2021. godine.

### Regionalni programi
Program Regionalna inicijativa mreže Clubture započet 2004. godine, kojim se programska razmjena i suradnja geografski proširuje i na organizacije koje djeluju u regiji, a od 2012. godine djeluje u okviru samostalne organizacije Kooperativa - regionalnu platformu za kulturu. Regionalnim programima obuhvaćeno je više od stotinu organizacija civilnog društva iz Bosne i Hercegovine, Hrvatske, Sjeverne Makedonije, Slovenije i Srbije.

## Publikacije
Mreža Clubture povremeno izdaje različite publikacije - istraživačke izvještaje, knjige, zbornike i časopise - u kojima daje izvještaje o nezavisnom kulturnom sektoru, prati nezavisnu kulturnu produkciju, reflektira se na svoj rad i sl.
Izdani naslovi: 
- Mreža Clubture - 20 godina razmjene i suradnje, Izdavač: Savez udruga Klubtura, 2021. g., ISBN: 978-953-95994-5-2, Dostupno na webu
- Uvođenje reda u udruge - Poticajno okruženje ili nadzor civilnog društva, Izdavač: Savez udruga Klubtura, 2016. g., ISBN: 978-953-95994-4-5, Dostupno na webu
- Mreža Clubture - Mapiranje organizacija nezavisne kulture, Izdavač: Savez udruga Klubtura, 2014. g., ISBN 978-953-95994-3-8, Dostupno na webu
- Exit Europe - Nove geografije kulture, Izdavač: Savez udruga Klubtura, 2011. g., ISBN 978-953-95994-2-1 / ISBN 978-86-84977-07-8, Dostupno na webu
- Dizajn i nezavisna kultura, Izdavači: Savez udruga Klubtura /Clubture, UPI-2M PLUS d.o.o., KURZIV — Platforma za pitanja kulture, medija i društva, ISBN 978-953-95994-1-4 / ISBN 978-953-77030-7-3, Zagreb, rujan 2010.
- Kulturne politike odozdo - Nezavisna kultura i nove suradničke prakse u Hrvatskoj, Izdavač: Savez udruga Klubtura, 2008. g., Dostupno na webu
- Clubture - Kultura kao proces razmjene 2002. - 2007., Izdavač: Savez udruga Klubtura, 2007. g., ISBN 978-953-95994-0-7, Dostupno na webu
- Istraživanje nezavisnog kulturnog sektora: mreža Klubtura / Clubture Istraživački izvještaj, Izdavač: Savez udruga Klubtura, 2006. g., Dostupno na webu

Od travnja 2004. do studenog 2007. Clubture je izdavao 04, megazin za hakiranje stvarnosti - tiskani medij koji je informirao o suvremenoj nezavisnoj kulturnoj produkciji u Hrvatskoj, pratio šira društvena i civilna pitanja nastojeći biti protuteža mainstream tiskovinama. Sva izdanja Nulačetvorke dostupna su na webu. 

## Vanjske poveznice
- Stranica Clubture
- Kulturpunkt.hr